# Living the Blues
 (janvier 2018).
Si vous disposez d'ouvrages ou d'articles de référence ou si vous connaissez des sites web de qualité traitant du thème abordé ici, merci de compléter l'article en donnant les références utiles à sa vérifiabilité et en les liant à la section « Notes et références ».
Albums de Canned Heat
Boogie with Canned Heat
(1968) Hallelujah
(1969)
Living the Blues, sorti en 1968, est le troisième album du groupe de blues rock américain Canned heat. Living the Blues est l'un des premiers doubles albums à connaître un certain succès dans le hit-parade et contient l'un des morceaux les plus connus du groupe, Going Up the Country, qui sera plus tard utilisé dans le documentaire Woodstock de 1970. John Mayall joue du piano sur Walking by Myself et Bear Wires, tandis que Dr. John joue sur Boogie Music. Parthenogenesis est un blues psychédélique de presque 20 minutes, suivi de Refried Boogie, un boogie de plus de 40 minutes enregistré en concert. 

## Liste des chansons

### Face A
1. Pony Blues (Charlie Patton) – 3:48
2. My Mistake (Alan Wilson) – 3:22
3. Sandy's Blues (Bob Hite) – 6:46
4. Going Up the Country (Wilson) – 2:50
5. Walking by Myself (Jimmy Rogers) – 2:29
6. Boogie Music (L.T. Tatman III) – 3:00
  - Tell Me Man Blues (enregistrement de 1929 par Henry Sims) – 0:15

### Face B
1. One Kind Favor (Lemon Jefferson) – 4:44
2. Parthenogenesis (Canned Heat) – 19:57
  - I Nebulosity
  - II Rollin' and Tumblin'
  - III Five Owls
  - IV Bear Wires
  - V Snooky Flowers
  - VI Sunflower Power (RMS Is Truth)
  - VII Raga Kafi
  - VIII Icebag
  - IX Childhood's End

### Face C
1. Refried Boogie (Part I) (Canned Heat) (live) – 20:10

### Face D
1. Refried Boogie (Part II) (Canned heat) (Live) – 20:50

## Personnel
Canned Heat
- Bob Hite – chant
- Alan Wilson – guitare slide, chant, harmonica, guimbarde (sur  Parthenogenesis, parties I, II et IX), harmonica chromatique (sur  Parthenogenesis, partie VIII)
- Henry Vestine – guitare soliste
- Larry Taylor – basse, congas (track 2.V)
- Adolfo de la Parra – batterie

Musiciens supplémentaires
- Dr. John – arrangements des cuivres, piano (piste 6)
- Miles Grayson – horn arrangements (piste 3)
- John Fahey – guitar ( Parthenogenesis, partie 1)
- John Mayall – piano (pistes 5 et sur  Parthenogenesis partie IV)
- Jim Horn – flûte (piste 4)
- Joe Sample – piano (piste 3)

Production
- Rich Moore – Ingénieur du son
- Ivan Fisher – Ingénieur du son adjoint
- Skip Taylor – Producteur
- Canned Heat – Producteur